# Schwarzbach (Rhein, Ginsheim)
Der Schwarzbach ist ein – mit dem längeren seiner beiden Oberläufe Gundbach zusammen – 43 km langer rechter Zufluss des Rheins im Hessischen Ried, der nach insgesamt etwa westlichem Lauf durch den Landkreis Offenbach und den Kreis Groß-Gerau beim Ginsheim-Gustavsburger Stadtteil Ginsheim in einen Seitenarm des Oberrheins mündet.

## Geographie

### Verlauf
Der Schwarzbach hat keine Quelle, sondern entsteht am Jagdschloss Mönchbruch unmittelbar an der Bundesstraße 486 aus dem Zusammenfluss von Gundbach und Geräthsbach. Der deutlich längere Gundbach entspringt als Hengstbach südlich von Dietzenbach-Hexenberg in einem sumpfigen, waldnahen Gebiet. Seine Quelle ist nicht gefasst und nur schwer erreichbar.
Der am Jagdschloss entstandene Schwarzbach fließt durch den Treburer Unterwald und den Teichwald, bevor sein Bachbett durch Nauheim hindurchführt. In Nauheim steht eine Pegelmessstelle des Hessischen Landesamtes für Naturschutz, Umwelt und Geologie (HLNUG) mit dem Pegelnullpunkt auf 85,91 m ü. NN.  Zwischen Nauheim und Groß-Gerau, nachdem er die Landesstraße L 3482 (die frühere Bundesstraße 42) unterquert hat, mündet von links und Osten der Hegbach in den Schwarzbach, 1000 Meter weiter westlich gefolgt von dem aus Darmstadt-Arheilgen kommenden und durch Groß-Gerau fließenden Mühlbach. Südwestlich von Trebur fließt der zwischen Griesheim und Wolfskehlen entspringende Landgraben in den Schwarzbach ein. Südlich an Trebur vorbei läuft der Schwarzbach danach weiter in Richtung Westen zum Rhein hin. Bei Astheim knickt er nach Norden ab und mündet schließlich am Südrand von Ginsheim in den Ginsheimer Altrhein, einen Seitenarm des Rheins. Dieser fließt 1,5 km weiter anwärts in den Oberrhein zurück.
Südöstlich von Ginsheim liegt ein Hochwassersperrwerk, das bei Hochwasser des Rheins geschlossen wird, ein zugehöriges Pumpwerk schafft das dahinter im Schwarzbach sich anstauende Wasser auf die Rheinseite des Deichs.
Ein großer Teil der Schwarzbachaue ist dem Naturschutz gewidmet. Auf der Strecke bis Nauheim durchfließt der Schwarzbach das Naturschutz-, Landschaftsschutz-, FFH- und Vogelschutz-Gebiet Mönchbruch von Mörfelden und Rüsselsheim. Hinter Nauheim liegt der Schwarzbach auf fast ganzer Länge im Vogelschutzgebiet Hessische Altneckarschlingen, durchquert dabei auch das NSG Erlenwiese und Kratzenau von Groß-Gerau und Nauheim und streift an seiner Mündung noch das VSG Mainmündung und Ginsheimer Altrhein sowie das Landschaftsschutzgebiet Hessische Rheinuferlandschaft.

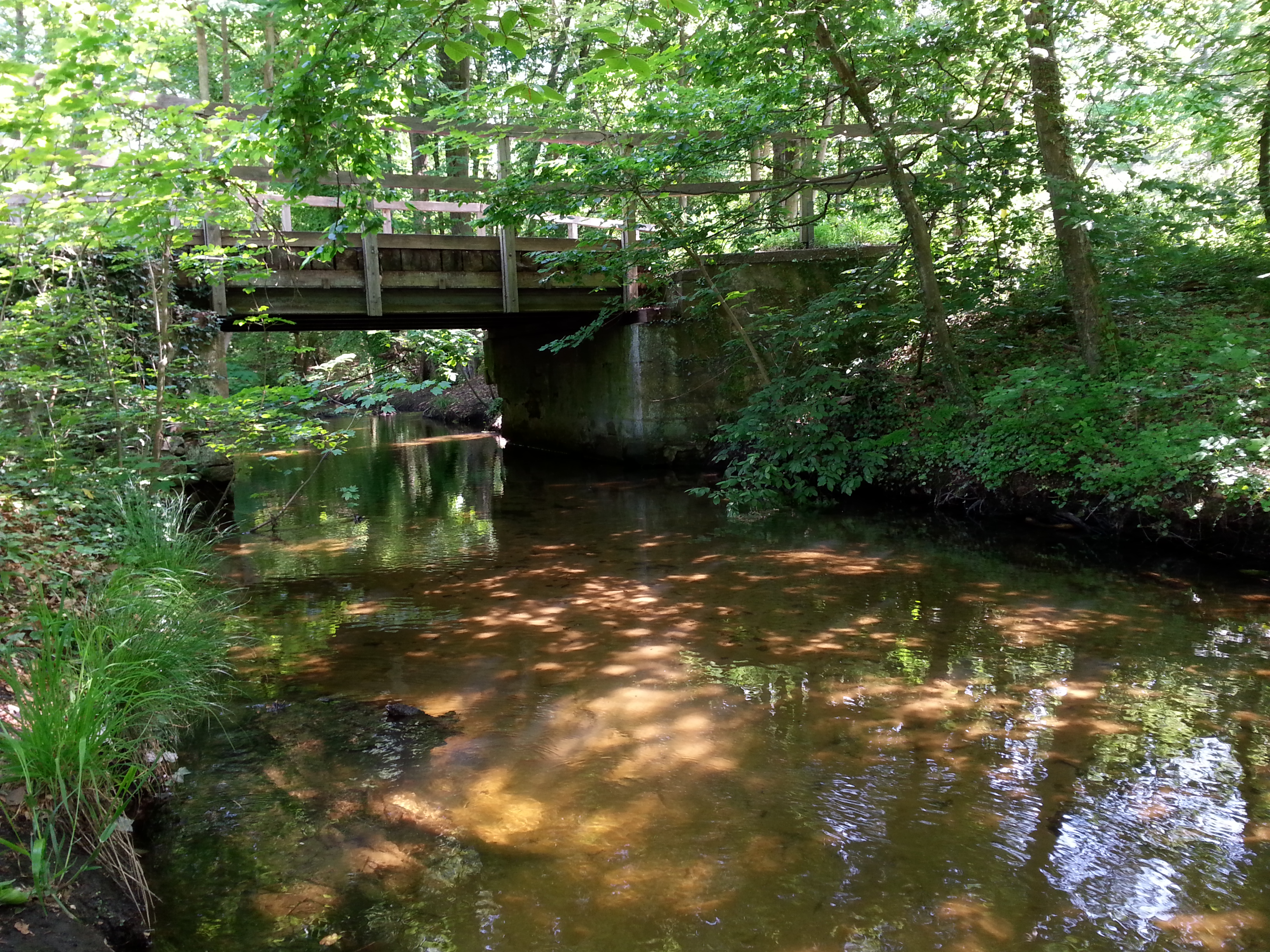
Schwarzbach nahe beim Jagdschloss Mönchbruch
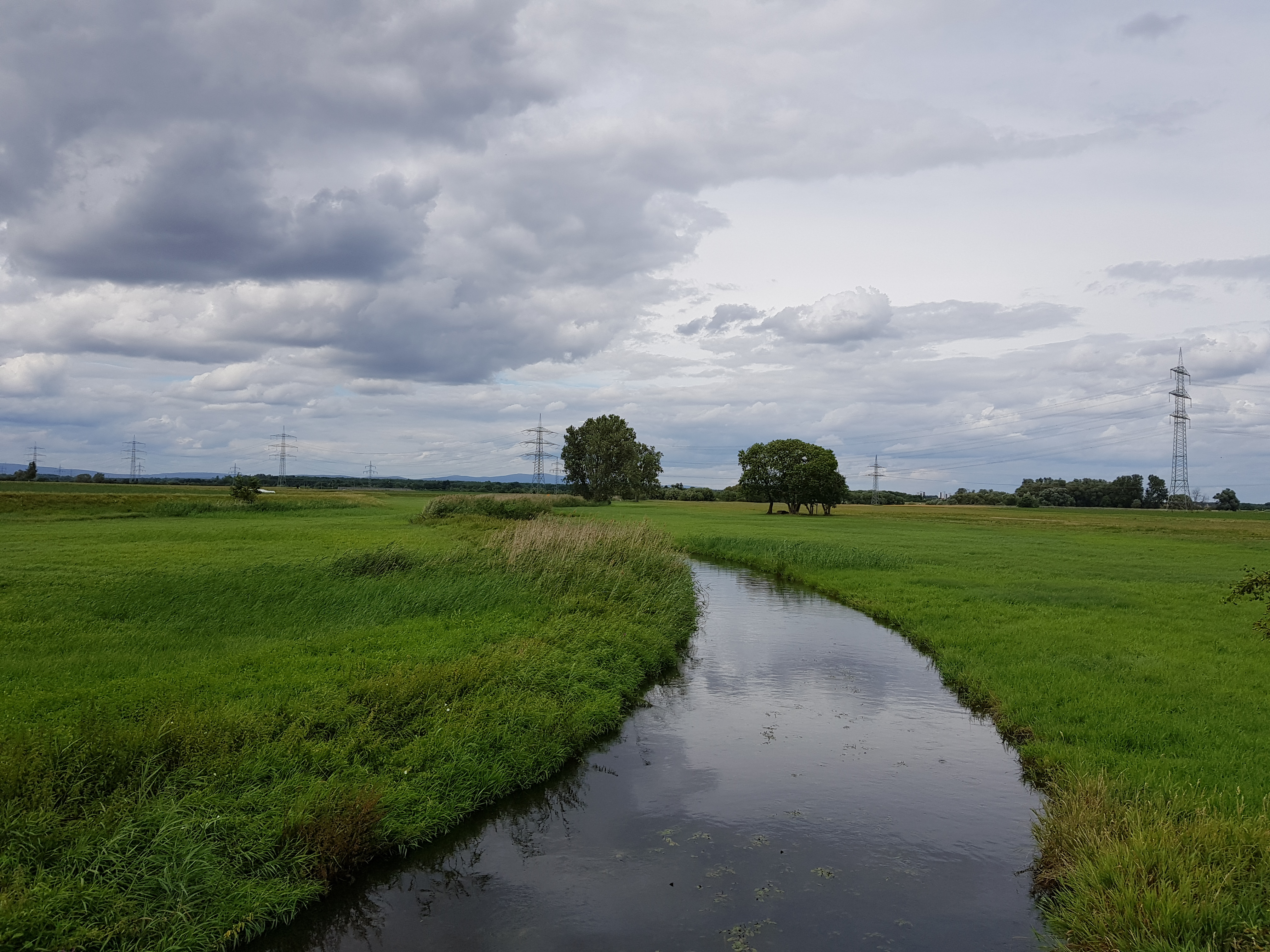
Der Schwarzbach zwischen Nauheim und Trebur. Blick in Richtung Norden.

### Quellbäche, Zuflüsse und Abzweigungen
- Gundbach[8] (rechter Quellbach), 23,9 km, 88,15 km², 319,3 l/s
- Geräthsbach[9]  (linker Quellbach), 15,6 km, 23,90 km²
- Waldwiesengraben[10]  (links), 3,5 km
- Hegbach (links), 28,7 km, 96,80 km², 309,7 l/s
- Mühlbach (links), 28,7 km, 83,73 km², 364,3 l/s
- Landgraben (links), 29,0 km, 145,07 km², 799,2 l/s
- Bornspreng (links), 2,6 km
- Dörrböhlgraben[11] (rechts)
- Beinesgraben[12] (rechts), 8,0 km, mit Horlache 14,5 km und 29,98 km²

## Daten
Der Schwarzbach hat nach dem „Gewässerkundlichen Flächenverzeichnis Land Hessen“ bis zum Pumpwerk bei Ginsheim ein oberirdisches
Einzugsgebiet von 444,96 km².
Der Hochwasserpegel für die erste Meldestufe beträgt 165 cm, für die zweite 190 cm und für die dritte 240 cm. Der Schwarzbach hat die Flussgebietskennzahl 2398. Zusammen mit dem Landgraben und dem Mühlbach ist der Schwarzbach ein Gewässer II. Ordnung.

## Wasserqualität
Der Schwarzbach wies 2005 eine im Landesvergleich hohe Belastung mit Schwermetallen auf, namentlich Quecksilber, Cadmium, Blei und Kupfer.
Er hat von allen hessischen Gewässern den höchsten Gehalt an Quecksilber (4- bis 8-facher Wert der Zielvorgabe). Die hohen Quecksilberwerte rühren vom zufließenden Landgraben, der den größten Teil des Stadtgebiets von Darmstadt entwässert und offensichtlich durch Sedimente früherer industrieller Einleitungen stark belastet ist.
Beim Gehalt des Schwermetalles Cadmium ist der Schwarzbach ebenfalls hessischer Spitzenreiter. Ursächlich hierfür sind die Zuflüsse Gundbach und Geräthsbach, die offensichtlich ebenfalls durch Sedimentablagerungen früherer industrieller Eintragungen belastet sind.
Auch bei den Blei- und Kupfer-Werten gehört der Schwarzbach zu den am stärksten belasteten Bächen in Hessen. Die Werte für Chrom, Arsen, Zink und Nickel liegen dagegen nahe dem Landesdurchschnitt.